# Franz Bachelin
Franz Nicholas Bachelin (* 10. November 1895 in Sinsheim; † 26. Mai 1980 in Pacific Palisades) war ein deutsch-französischer Filmarchitekt in Hollywood.

## Leben und Wirken
Franz Nicholas Bachelin war im Ersten Weltkrieg Angehöriger einer Fliegerstaffel. Nach seiner Entlassung ins Zivilleben studierte er Architektur, ehe er 1928 via Kuba in die USA auswanderte. In Los Angeles wurde er 1937 von der Produktionsfirma Paramount als Filmarchitekt eingestellt. Bis Mitte der 1940er Jahre war Bachelin nur an kleineren Produktionen beteiligt. Danach stattete er, meist in Zusammenarbeit mit einem Kollegen, zum Teil bekannte Filme aus, darunter diverse Wilhelm-Dieterle-Inszenierungen, einige Dean-Martin/Jerry-Lewis-Komödien und ausstattungsintensive Historien-, Bibel- und Literaturverfilmungen wie Krieg und Frieden, Beherrscher der Meere und Das Buch Ruth.
In späteren Jahren hatte Bachelin auch für das Fernsehen gearbeitet. Er sorgte Mitte der 1960er Jahre als einer von mehreren Architekten für die Dekorationen der Fernsehserie Batman und war in dieser Funktion auch an der Kino-Fassung Batman hält die Welt in Atem, seinem letzten Film, beteiligt.

## Filmografie (Auswahl)
- 1937: Bulldog Drummond Comes Back
- 1938: Hunted Men
- 1939: The Farmer’s Daughter
- 1940: Seventeen
- 1942: Pacific Blackout
- 1943: The Hitler Gang
- 1944: Oh, Susanne! (The Affairs of Susan)
- 1945: Ein Sohn klagt an (The Searching Wind)
- 1946: In Ketten um Kap Horn (Two Years Before the Mast)
- 1947: Mit Gesang geht alles besser (Welcome Stranger)
- 1947: Kalkutta (Calcutta)
- 1949: Blutige Diamanten (Rope of Sand)
- 1949: Todesfalle von Chikago (Chicago Deadline)
- 1949: Der Agent aus der Hölle (Alias Nick Beal)
- 1950: Flammendes Tal (Copper Canyon)
- 1950: Stadt im Dunkel (Dark City)
- 1951: Peking-Expreß (Peking Express)
- 1951: Der Prügelknabe (The Stooge)
- 1951: Die silberne Stadt (Silver City)
- 1952: Terror am Rio Grande (Denver and Rio Grande)
- 1953: Der Tolpatsch (The Caddy)
- 1953: Starr vor Angst (Scared Stiff )
- 1955: Krieg und Frieden (War and Peace)
- 1956: Weint um die Verdammten (Band of Angels)
- 1957: Weib ohne Gewissen (The Unholy Wife)
- 1958: Beherrscher der Meere (John Paul Jones)
- 1959: Die Reise zum Mittelpunkt der Erde (Journey to the Center of the Earth)
- 1960: Das Buch Ruth (The Story of Ruth)
- 1961: Die Schönheit und das Ungeheuer (The Beauty and the Beast)
- 1965: Die Apachen (Apache Uprising)
- 1966: Batman hält die Welt in Atem (Batman)